# 혼조구
혼조구(本所区)는 도쿄부 도쿄시에 설치되었던 구이다. 현재의 스미다구 남부에 해당한다.

## 역사
- 1878년 11월 2일, 도쿄부 혼조구 설치
- 1889년 5월 1일, 시제 시행으로 도쿄시 혼조구가 됨.
- 1943년 7월 1일, 도쿄도제 시행으로 도쿄도 혼조구가 됨.
- 1947년 3월 15일, 혼조구와 무코지마구 구역을 합쳐 스미다구를 설치함.